# Liszkovói járás

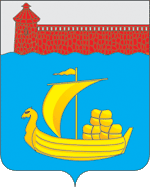
A járás címere

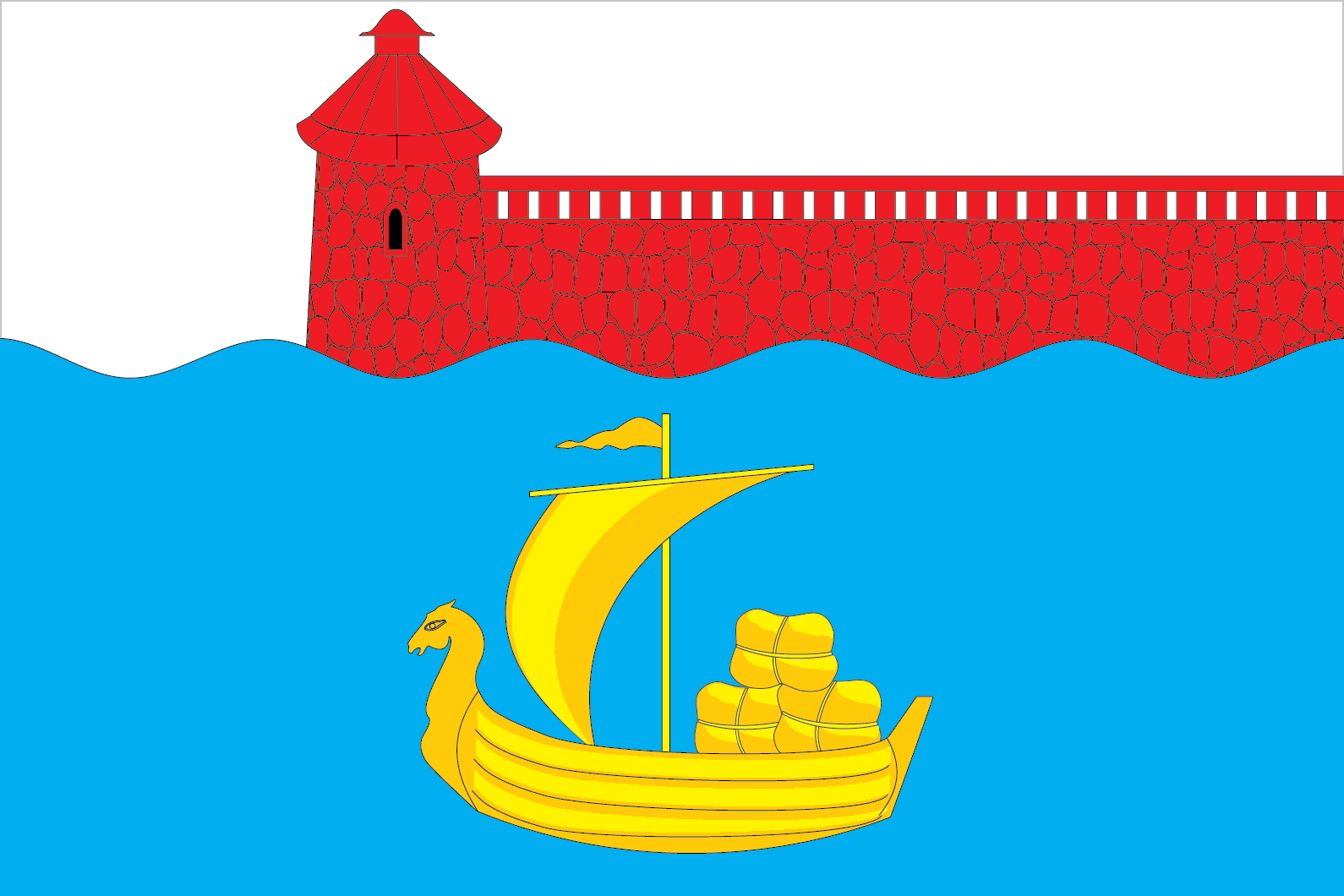
A járás zászlaja

A Liszkovói járás a Nyizsnyij Novgorod-i területen

A Liszkovói járás (oroszul Лысковский район) Oroszország egyik járása a Nyizsnyij Novgorod-i területen. Székhelye Liszkovo.

## Népesség
- 1989-ben 46 895 lakosa volt.
- 2002-ben 43 755 lakosa volt, melynek 97,25%-a orosz, 1%-a csuvas, 0,35%-a ukrán, 0,24%-a mordvin, 0,2%-a mari.
- 2010-ben 39 964 lakosa volt.